# Freden i Aachen (1748)
Freden i Aachen (også kaldt Den anden fredstraktat i Aachen eller Freden i Aix-la-Chapelle) var en fredsaftale, der blev underskrevet i den frie tyske rigsstad Aachen den 18. oktober 1748.
Freden i Aachen sluttede Den østrigske arvefølgekrig, der havde varet fra 1740 til 1748. Denne fred genoprettede i hovedtræk situationen før krigen, men gav Schlesien til Preussen, Hertugdømmet Parma til Huset Bourbon og anerkendte Maria Theresia på tronen i Wien.
50°47′N 6°05′Ø / 50.78°N 6.08°Ø